# Velebit
Velebit ili Velebitski masiv najduža je (145 km), a po nadmorskoj visini četvrta planina u Hrvatskoj. Niži je od planina u Dalmaciji – Dinare (1831 m), Kamešnice (1809 m) i Biokova (1762 m). Velebit je širine od 10 do 30 km, a površina mu je oko 2200 km2, a najviši vrh Vaganski vrh (1757 m). Pripada Dinarskome gorju.
Velebit je zbog svoje veličanstvenosti jedan od hrvatskih narodnih simbola; pojavljuje se u domoljubnoj pjesmi Vila Velebita.

## Geografija
Pruža se uzduž Velebitskog kanala, dijela Jadranskog mora, od prijevoja Vratnik iznad Senja na sjeverozapadu do kanjona rijeke Zrmanje na jugoistoku. S kopnene strane ga okružuju Gacko, Ličko i Gračačko polje s rijekama Gacka, Lika i Otuča.
U literaturi je uobičajeno da se Velebit dijeli na:
- Sjeverni Velebit, započinje na prijevoju Vratnik i završava na prijevoju Veliki Alan iznad primorskog naselja Jablanac. Dužine je oko 30 km, a najveće širine do 30 km.
- Srednji Velebit, završava na prijevoju Oštarijska vrata preko kojeg vodi cesta Karlobag – Gospić. Dužine je oko 24 km, a najveće širine do 20 km.
- Južni Velebit, završava na prijevoju Mali Alan, na staroj cesti koja spaja Obrovac i Lovinac. Dužine je oko 46 km, a najmanje širine oko 10 km.
- Jugoistočni Velebit, započinje na istom prijevoju, a završava uz kanjon rijeke Zrmanje. Dužine je oko 40 km.

Takva podjela se zasniva na zemljopisnim, morfološkim, reljefnim i biološkim posebnostima pojedinih velebitskih dijelova. Crte podjele idu duž prijevoja, preko kojih ceste spajaju unutrašnjost s priobaljem.

## Flora i fauna
Najpoznatija biljna endemska vrsta je velebitska degenija (Degenia velebitica) iz obitelji krstašica, prikazana na naličju kovanice od 50 lipa (prvi ju je opisao i klasificirao botaničar Arpad Degen te je i po njemu dobila ime). Na Velebitu se nalaze i najdublji speleološki objekti u Hrvatskoj: trodijelna Lukina jama duboka 1392 m (od visine 1436 m do dubine od 81 m n/m) i Slovačka jama 1320 m.

## Zaštita prirode
Cijelo područje planine zaštićeno je kao park prirode Velebit, a Sjeverni Velebit i Paklenica su proglašeni nacionalnim parkovima. 
Na Velebitu se nalazi nekoliko predjela zaštićenih zakonom: mirila, Premužićeva staza, posebni rezervat šumske vegetacije Štirovača, a predložene su za zaštitu i ove prašumske površine: Senjska draga, Nadžak bilo, Mali Rajinac, Veliki Kozjak, Štirovača II, Devčića tavani, Ramino korito, Dobri-bačića kuk, Budakovo brdo, Velinac i stablo obične jele. Unutar NP Sjeverni Velebit nalazi se i posebno zaštićeni strogi rezervat Hajdučki i Rožanski kukovi.

## Planinarstvo
Za planinare je na Velebitu uređeno mnogo markiranih staza i puteva, koji uzdužno i poprečno povezuju okolna mjesta i planinarske domove na planini. Po svojoj posebnosti, uređenosti i posjećenosti nužno je spomenuti Premužićevu stazu koja je građena između dva svjetska rata, a povezuje Planinarski dom Zavižan, preko Velikog Alana s Oštarijskim vratima; tj. prolazi uzdužno Sjevernim i Srednjim Velebitom.

## Promet
Planina, premda značajna, sve je manja prepreka u komunikaciji sjevernih i istočnih dijelova Hrvatske sa srednjim i južnim dijelovima primorja Hrvatske. Uz Vratnik (698 m), najvažniji prijevoji preko kojih su sagrađene ceste su Oštarijska vrata (928 m) između Gospića i Karlobaga i Prezid (766 m) između Gračaca i Obrovca. Suvremena autocestovna veza kroz Velebit ostvarena 2003. otvaranjem tunela Sveti Rok bitno je pridonijela povezivanju srednjeg i južnog priobalja Hrvatske s ostalim dijelovima zemlje i Europom. Uz obalu podno Velebita prolazi Jadranska magistrala koja je na tom dijelu poznata po velikom broju zavoja i povremenom ograničavanju prometa zbog bure tijekom zime.

## Vrhovi Velebita
- Vučjak – 1644 m
- Veliki Zavižan – 1676 m
- Mali Rajinac – 1699 m
- Gromovača – 1676 m
- Crikvena – 1641 m
- Veliki Kozjak – 1629 m
- Zečjak – 1622 m
- Šatorina -1624 m
- Bačić kuk – 1304 m
- Kiza – 1214 m
- Veliki Sadikovac – 1286 m
- Visočica – 1619 m
- Badanj – 1638 m
- Vaganski vrh – 1757 m
- Sveto brdo – 1752 m
- Crnopac – 1402 m

## Poveznice
- Hrvatske planine
- Nacionalni park
- Hrvatski nacionalni parkovi i parkovi prirode
- Nacionalni park Sjeverni Velebit
- Premužićeva staza
- Park prirode Velebit
- Mirila

## Galerija
- Razbojište, maleno seoce na Velebitu. nalazi se u blizini Krasnog.
- Markovići, seoce na sjevernom Velebitu. Bliža veća naselja su Senj na obali i Krasno.
- Lopci. Seoce na sjevernom Velebitu.
- Kamen s Deset Božjih zapovijedi na Velebitu.

## Vanjske poveznice
- Park prirode Velebit
- Z. Španjol, D. Barčić, R. Rosavec: ZAŠTIĆENI DIJELOVI PRIRODE NA VELEBITU, Šumarski list, Zagreb, 2003.